# Victòria dels Àngels
Victoria de los Ángeles López García, coneguda internacionalment amb el nom artístic de Victoria de los Ángeles i a Catalunya Victòria dels Àngels (Barcelona, 1 de novembre de 1923 - Barcelona, 15 de gener de 2005), fou una soprano lírica i cantant d'òpera catalana de la segona meitat del segle xx, de les més reconegudes arreu, especialment per la seva activitat en els anys cinquanta i seixanta, el període més brillant de la seva carrera.
En la llista de les vint millors sopranos de la música enregistrada que publicà la BBC music magazine en 2007 figura en la tercera posició, després de Maria Callas i Joan Sutherland.

## Biografia
Victòria dels Àngels López era filla d'un bidell de la Facultat de Ciències de Barcelona; va néixer a l'edifici històric de la Universitat de Barcelona, on vivien els seus pares: Bernardo López Gámez i Victoria García Cima. Estudià al Conservatori Superior de Música del Liceu. Els primers tres anys (1936-39), guitarra amb Gracià Tarragó; i després tres més (1939-41) cant amb Dolors Frau, amb qui sorgiren desavinences a causa del repertori. És interessant remarcar que als set anys va fer el seu petit primer concert al col·legi on estudiava: Grup Escolar Milà i Fontanals, dirigit per Rosa Sensat i amb un programa d'estudis que donava una importància cabdal a la música i la dansa. Va ser una funció dedicada a l'aleshores president Francesc Macià, on va interpretar dues peces de Schubert traduïdes al català per Joaquim Pena i la cançó tradicional catalana Muntanyes regalades.

### Carrera artística
El 20 de desembre de 1940 va guanyar el concurs del programa Concursos vivientes de Ràdio Barcelona cantant Sì, mi chiamano Mimì i Un bel dì vedremo. El premi era interpretar La Bohème al Teatre Victòria (Barcelona). Aquest fet va significar l'inici de la carrera concertística de Victòria dels Àngels i la va portar a entrar en contacte amb el conjunt instrumental Ars Musicae, especialitzat en música del Renaixement, dirigit per Josep Maria Lamaña i assessorat per Higini Anglès. Quan va haver acabat els estudis, els membres d'Ars Musicae van propiciar la formació d'un patronat format per diverses famílies burgeses de Barcelona que contribuïren amb l'abonament de 2.500 pessetes al mes per a la formació de Victòria. Aquest patronat va preparar el que seria el debut oficial de Victòria al Palau de la Música Catalana, que va tenir lloc el dia 19 de maig de 1944 i en el qual va cantar acompanyada per membres d'Ars Musicae, el Quartet Ibèric, i el pianista Pere Vallribera. Aquell vespre van estrenar Damunt de tu només les flors de Frederic Mompou. Un concert bàsicament dedicat al gènere del lied que va ser un èxit increïble i en una de les crítiques ja predeien el que després destacaria més de la cantant: «una innata comprensió de la música». Dos dies després va repetir el recital al saló de descans del Liceu.
El 13 de gener de 1945 va debutar al Gran Teatre del Liceu, interpretant el rol de Comtessa d'Almaviva de Les noces de Fígaro de Mozart. Al llibre de registres del Liceu apareix el seu nom com a V. Ángeles López. «Durant tota la funció tot va ser com un somni. Estava tranquil·la, perquè sabia que el públic que hi havia al davant m'estimava. Pensar això m'ha servit sempre durant tota la carrera». Pocs dies més tard va interpretar les seves segona i tercera òperes al Liceu, el 21 de febrer, en una sessió doble amb La serva padrona de Giovanni Battista Pergolesi i Il segreto di Susanna d'Ermanno Wolf-Ferrari. Durant la temporada del 1945-1946 del Liceu, Victòria ja va interpretar tres rols operístics que després serien molt concorreguts en la seva carrera internacional: Manon (de l'òpera homònima de Massenet), Margueritte (de Faust de Gounod) i Mimì (de La Bohème de Puccini).
L'any 1947 va rebre el premi del Concurs Internacional de Cant de Ginebra, del qual ella n'explicava una anècdota: «Vaig anar a fer la inscripció i aleshores un empleat em va dir: D'où êtes vous?, i vaig contestar: <Sóc espanyola>, i va dir <Une espagnole? Mais vous ne gagnerez pas!>, (vostè no guanyarà). I aleshores, naturalment, el dia que vaig guanyar, la primera persona que vaig visitar va ser l'empleat i li vaig dir: <La petite espagnole a gagné, c'est moi>». En aquella mateixa edició del concurs hi va participar la seva amiga, la pianista Alicia de Larrocha, que va quedar eliminada en la primera fase.
La seva carrera internacional no es va fer esperar gaire i el 1948 ja se la va sentir al Wigmore Hall de Londres amb La vida breve de Manuel de Falla, el 1949 a l'Òpera de París amb Faust de Gounod i el 1950 a la Scala de Milà amb Ariadne auf Naxos de Richard Strauss. El mateix any va cantar al Festival de Salzburg i a la Royal Opera House. El 15 d'octubre de 1950 va debutar al Carnegie Hall de Nova York i al programa de mà era anunciada com la «nova soprano del Metropolitan», amb només vint-i-cinc anys, ja que al març següent va fer el mateix al Metropolitan, teatre en el que va cantar ininterrompudament fins al 1961, que va fer l'última funció en aquest teatre amb l'òpera Martha de Flotow. El 1952 la seva veu va ressonar al Teatro Colón de Buenos Aires amb Manon de Massenet i Madama Butterfly de Puccini.

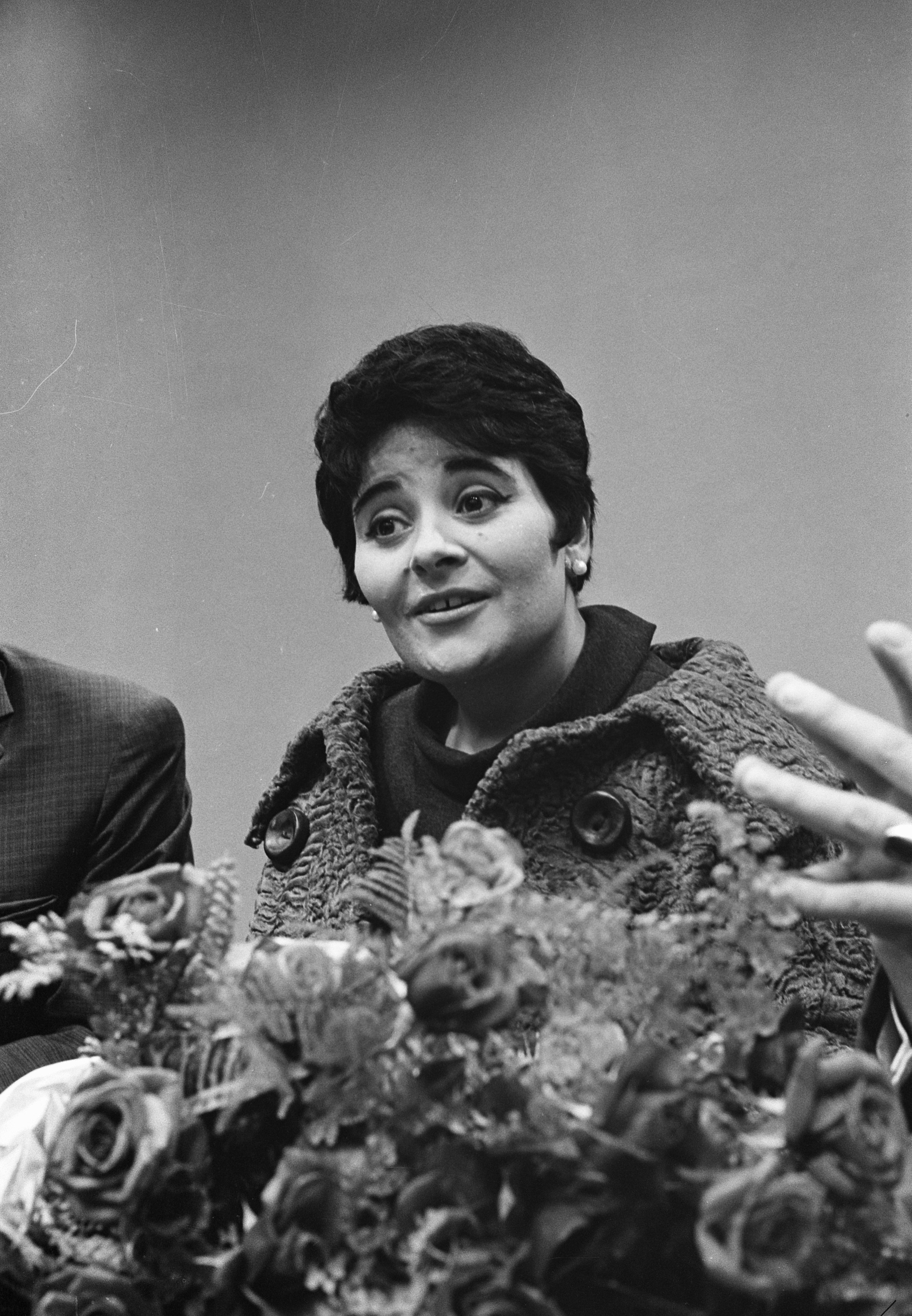
Victòria dels Àngels el 1963

Va realitzar gires pel Japó, Austràlia, Sud-àfrica, Rússia i tot Europa i l'any 1957 va cantar a l'Òpera de l'Estat de Viena. Ha estat l'única intèrpret espanyola (fins que, anys després, va fer-ho Plácido Domingo) que ha cantat en el Festival de Bayreuth, escollida per Wieland Wagner per interpretar, als festivals del 1961 i del 1962, l'Elisabeth de Tannhäuser. El mayeix 1961, concretament el dia 24 de novembre va estrenar l'obra de Falla, completada per Ernesto Halffter, Atlàntida, amb text de Jacint Verdaguer, sota la batuta d'Eduard Toldrà.
El 1969, Victòria va interpretar el paper de Charlotte de Werther de Massenet, amb el tenor Alfredo Kraus, al Teatro de la Zarzuela de Madrid, va ser una òpera per a recordar, ja que ella va arribar a plorar de debò dalt de l'escenari a causa de l'emoció que li va provocar la interpretació de Kraus.
El 1980 va interpretar la seva última òpera, Pelléas et Mélisande, de Claude Debussy al Teatro de la Zarzuela (Madrid), dirigida per Antoni Ros-Marbà, per passar a dedicar-se en exclusiva als seus fills i als recitals.
Paral·lelament a la seva tasca operística va desenvolupar també una extensa carrera com a concertista. De fet, era una gran defensora de la música de cambra i va realitzar moltíssims recitals en els quals hi combinava lied alemany, mélodie francesa i cançó catalana i espanyola. Es considera que va ser una gran ambaixadora de la cultura catalana i espanyola arreu del món, ja que, en els seus recitals sempre programava una part de música de cambra del seu país. Pel que fa doncs, a aquest gènere tan destacable a la seva vida, ella afirmava: «en el lied es perfecciona la musicalitat, el fraseig, la poesia, la literatura... la cultura, en definitiva» El millor exemple de la seva qualitat és potser el concert que va oferir el 1967 a Londres en homenatge al pianista anglès Gerald Moore, on també participaren Elisabeth Schwarzkopf i Dietrich Fischer-Dieskau. El 1971, acompanyada al piano per Alícia de Larrocha, va oferir un recital a la capital anglesa de cançons espanyoles, impulsant així l'obra de Granados, Albéniz i altres compositors.
L'any 1987 li van concedir la medalla de doctora honoris causa per la Universitat de Barcelona, un fet molt destacable i especial per a la seva vida. Emocionada amb aquest fet, afirmà: “Va ser com un conte de fades: allò suposava un final i un principi de moltes coses. Més que un honoris causa, allò va ser la culminació del meu afecte cap a la Universitat i l'agraïment mutu entre jo i la institució. Va ser un dels moments més grans i emocionants de la meva vida”.
L'any 1998 una mala notícia va colpejar a Victòria, morí el seu primer fill, Juan Enrique a l'edat de 35 anys, ella li dedicà en el seu funeral el Pie Jesu del Requiem de Fauré. Malgrat el cop de la mort del seu fill, Victòria participà en unes classes magistrals a Madrid el curs 1999-2000, i aquest mateix any de principis de mil·lenni va començar a gravar, juntament amb Alicia de Larrocha, la integral de les cançons de Toldrà, a poc a poc se les anaven estudiant i gravaven quan podien. Se sap que l'última cançó que van arribar a gravar va ser Cançó de comiat, un fet irònic que fa que sembli Victòria s'estava acomiadant de la música i del món.
Victòria dels Àngels es va casar amb Enric Magriñà l'any 1948 i va tenir dos fills, Juan Enrique Magriñà López (1963-1998) i Alejandro Magriñà López (1968-2019) el qual va néixer afectat de síndrome de Down. A sobre dels escenaris i en la seva discreta actitud com a persona va ser sempre un exemple d'antidiva. La seva vida personal no va ser gens fàcil, però ella va saber superar els entrebancs del destí i canalitzar-los en forma d'expressió artística.Tot i això, les infidelitats i la mala gestió econòmica del seu marit i el fet de patir nombrosos avortaments, entre d'altres motius, van desembocar en una depressió amb què va haver de conviure durant les darreres dècades de la vida, segons s'ha descobert arran de l'estudi de la seva documentació personal. El 15 de gener de 2005 Victòria dels Àngels va morir a la ciutat de Barcelona a l'edat de 81 anys.
En la seva intensíssima carrera operística, va arribar a interpretar el paper protagonista de més de 35 òperes, entre les quals destaquen La Bohème, Manon, Madama Butterfly, Faust, La Traviata, Carmen, Le nozze di Figaro, Pelléas et Mélisande, Tannhäuser, Fidelio, Pagliacci, Werther, L'Orfeo, Cavalleria rusticana, Il barbiere di Siviglia, Otello, Lohengrin, Ariadne auf Naxos, Der Freischütz o Don Giovanni. Els seus nombrosos enregistraments són considerats una referència indiscutible.

### Anys de concertista
Victòria triomfava en el terreny de l'òpera però no més que en el terreny dels concerts, que tant li agradava realitzar. Durant la seva vida va oferir molts recitals a la majoria de teatres i sales del món i acompanyada de persones tan importants com Pau Casals, Gerald Moore, Manuel García-Morante, etc. Gerarld Moore deia que “la dualitat entre l'òpera i el lied havia de ser quelcom natural en un artista que es dedica a la música a través de la veu”. I Victòria sempre considerava tant el lied com l'òpera importants.
Cap a finals dels anys seixanta i principis dels setanta, Victòria va anar deixant l'òpera, també a causa de la maternitat, i es va convertir, encara més, en una gran cantant de recitals, realitzant-ne molts al costat de la seva gran amiga Alícia de Larrocha i de pianistes com Pau Casals, Gerald Moore, Manuel García-Morante, Geoffrey Parsons, Gonzalo Soriano, Miguel Zanetti i Albert Guinovart. Victòria donava molta importància als recitals per la seva exigència tècnica i intel·lectual i pel seu caire expressiu i espiritual que sovint les representacions operístiques no posseïen.
Durant tota la seva vida va realitzar una important difusió de la música catalana, espanyola i llatinoamericana, i va col·laborar amb els compositors més importants del moment: Joaquín Rodrigo, Frederic Mompou, Xavier Montsalvatge, Òscar Esplà, Heitor Villa-Lobos i Eduard Toldrà.
Entre les seves darreres actuacions destaquen el concert de celebració del seu retorn al Palau de la Música Catalana el 1987 amb motiu de la inauguració del canal radiofònic Catalunya Música; l'històric recital al Gran Teatre del Liceu acompanyada per Manuel García-Morante el 1992, i la seva participació en la cerimònia de clausura dels Jocs Olímpics de Barcelona d'aquell mateix any. La seva carrera va continuar fins al 28 de desembre de 1997, data del seu últim concert públic, acompanyada per Albert Guinovart, al Teatre Nacional de Catalunya de Barcelona.

### Una persona que canta
Pel que fa a la veu i al treball tècnic de la cantant, ella sempre va tenir una facilitat innata que va fer que els seus anys d'estudi fossin bastant curts. Ella sentia un gran respecte per la seva veu i afirmava que sempre l'havia tractat amb gran delicadesa i sense forçar-la mai. És curiós que es referís al treball tècnic com una cosa que s'adquireix de manera espiritual. Era partidària de fer un estudi rigorós de les partitures que estudiava i dels personatges que interpretava, sempre sense ser un fet obsessiu, i sovint manifestava que la carrera de músic és quelcom molt vocacional que requereix una dedicació completa i uns certs sacrificis. Ella defensava la música com un fet que s'havia de plantejar des de la humilitat i la intimitat i donava molta importància al poder comunicatiu que ha de tenir l'intèrpret musical. Victòria, durant tota la seva carrera va seguir molt els consells del seu pare: “Lo que no dejaré de aconsejarte es que mientras vayas por estos mundos de Dios, no solamente te preocupes de lo que se pueden llamar ingresos, sino de aumentar tu caudal intelectual y tu experiencia de mundo”. Augmentant, doncs, sempre el seu cabal intel·lectual i també la seva humilitat. Sempre s'ha dit que Victòria va ser una cantant que fugia del divisme i que ella mateixa es definia com a “una persona que canta”.

## Context de l'època
Barcelona, l'any 1923, bullia d'activitat acadèmica i cultural combinades amb diversos enfrontaments nacionalistes catalans i espanyols que van acabar amb el cop d'estat realitzat per Primo de Rivera, que comptava amb l'acceptació el rei Alfons XIII, el qual li va demanar al general que formés govern. La dictadura de Primo de Rivera durà set foscos anys, entre el 1923 i el 1930.
A la Universitat de Barcelona també s'hi vivien petites revolucions, mirall del que passava a la resta del país. Aquest mateix any, 1923 hi va haver el nomenament d'un rector d'ideologia espanyolista, el Dr. Andreu Martínez Vargas, que va provocar manifestacions d'estudiants i fins i tot la Universitat restà tancada un mes i pocs dies.
Musicalment es vivia un moment d'expansionisme vital a Catalunya, era la generació d'Enric Granados i Pau Casals i en aquells anys hi havia activitats de tota classe, juntament amb la creació de diverses associacions, orquestres i societats que tenien relació amb la música. Al començament de la dècada dels anys trenta es crearen també moltes altres institucions musicals. Noms com els de Conxita Badia, Eduard Toldrà, Lamote de Grignon, Enric Morera, Lluís i Josep Maria Lamaña, etc., destacaven en la vida musical catalana. Naixien conservatoris, acadèmies i escoles de música amb tendències modernitzadores que també es veien en les escoles d'estudis primaris i secundaris.
Era una època més o menys daurada per a la cultura però es va trencar a causa de la Guerra Civil Espanyola que, entre l'any 1936 i el 1939, va provocar, en certa part, la desaparició de tot l'expansionisme vital que regnava anteriorment. Victòria dels Àngels mateixa va manifestar en una entrevista que “Era una Barcelona que s'ha perdut, però que és inoblidable”. La soprano va ser testimoni de primera mà de molts dels bombardejos, ja que la familia vivia prop del centre, a l'edifici de la Universitat de Barcelona. Fruit d'aquestes vivències, va advocar a favor de la cultura de la pau i va dedicar esforços als més desafavorits al llarg de tota la seva trajectòria.
Acabada la Guerra Civil, el conflicte bèl·lic a Europa, conegut com la Segona Guerra Mundial, portava una altra crisi al món, i Espanya es trobava en una postguerra ben negra. Políticament, Victòria dels Àngels va mantenir els seus ideals d'esquerres, evitant al mateix temps la confrontació amb el règim. Musicalment, la temporada del Liceu patia crisi i s'havien anul·lat actuacions del Ballet de París, i el Palau de la Música oferia concerts de l'Orquestra Municipal de Barcelona, dirigits per Eduard Toldrà.

## Fons
El seu fons d'indumentària escènica es conserva al Museu de les Arts Escèniques i conté 40 vestits d'òpera, 10 quimonos, 50 vestits de concerts. L'any 2008 s'inventarien i es comencen a catalogar al catàleg d'indumentària.
A l'Arxiu Nacional de Catalunya es conserva el seu fons personal, amb documentació identificativa, mèdica, econòmica i de gestió del patrimoni personal i familiar; així com l'arxiu musical, gestió dels drets d'autor, contractació d'actuacions musicals i programes musicals; correspondència tramesa i rebuda i felicitacions de Nadal; llibre de signatures i reculls de premsa; dossiers diversos i documentació hemerogràfica. En total hi ha 1.068 positius b/n, 382 positius color, 17 diapositives color, 5 negatius color, 1 diploma i 1 cinta de casset. També hi ha documentació sobre la gestió dels drets d'autor amb la RCA, la contractació d'actuacions musicals i retalls de premsa. 23 positius b/n.
A l'Escola Municipal de Música Victòria dels Àngels / Conservatori de Sant Cugat es conserva el seu primer piano de cua, un Steck de 1913, que va adquirir a Barcelona quan es va casar l'any 1948. Va ser donat al centre pels seu hereus el novembre de 2005.
A l'Escola Superior de Música de Catalunya (ESMUC) es conserva la seva biblioteca particular, que conté una col·lecció important de partitures formada per més de 4.000 documents. Aquest fons és una cessió en comodat de la Fundació Victoria de los Ángeles, realitzada el 2008.

## Discografia
| Discografia (1953 - 1991) |
| --- |
| - 1953, Leoncavallo, I PAGLIACCI (Nedda), New York. Director: Renato Cellini (EMI) - 1953, Gounod, FAUST (Marguerite), París. Director: André Cluytens (EMI) - 1954, Puccini, MADAMA BUTTERFLY (Cio-Cio-San), Roma. Director: Gianandrea Gavazenni (EMI) - 1954, Falla, LA VIDA BREVE (Salud), Barcelona. Director: Ernesto Halffter (EMI) - 1954, OPERATIC ARIAS, Selecció d'àries d'òpera, Roma. Director: diversos - 1955, Massenet, MANON (Manon), París. Director: Pierre Monteux (EMI) - 1955, Debussy, LA DEMOISELLE ÉLUE. Director: Charles Munch (RCA) - 1956, Puccini, LA BOHÈME (Mimì), New York. Director: Sir Thomas Beecham (EMI) - 1956, Debussy, PELLÉAS ET MÉLISANDE, (Mélisande), París. Director: André Cluytens (EMI) - 1956, Villa-Lobos, BACHIANAS BRASILEIRAS Nº5, París. Director: Heitor Villa-Lobos (EMI) - 1957, Puccini, SUOR ANGELICA (Suor Angelica), Roma. Director: Tullio Serafin (EMI) - 1957, Verdi, SIMON BOCCANEGRA (Maria / Amelia), Roma. Director: Gabriele Santini (EMI) - 1958, Bizet, CARMEN (Carmen), París. Director: Sir Thomas Beecham (EMI) - 1958, Puccini, GIANNI SCHICCHI (Lauretta), Roma. Director: Gabriele Santini (EMI) - 1959, Verdi, LA TRAVIATA (Violetta), Roma. Director: Tullio Serafin (EMI) - 1961, Falla, EL AMOR BRUJO, London. Director: Carlo Maria Giulini (EMI) - 1962, Mascagni, CAVALLERIA RUSTICANA (Santuzza), Roma. Director: Gabriele Santini (EMI) - 1962, Rossini, IL BARBIERE DI SIVIGLIA (Rosina), London. Director: Vittorio Gui (EMI) - 1962, Fauré, REQUIEM, París. Director: André Cluytens (EMI) - 1962, THE FABOULOUS VICTORIA DE LOS ANGELES, Selecció de mélodies franceses, París. Directors: George Prêtre - Jean-Pierre Jacquillat (EMI) - 1963, Falla, EL SOMBRERO DE TRES PICOS, London. Director: Rafael Frühbeck de Burgos (EMI) - 1964, Offenbach, LES CONTES D'HOFFMANN (Antonia), París. Director: André Cluytens (EMI) - 1965, Purcell, DIDO AND ENEAS (Dido), London. Director: Sir John Barbirolli (EMI) - 1965, Berlioz, L'ENFANCE DU CHRIST (Marie). Director: André Cluytens (EMI) - 1965, A WORLD OF SONG, selecció de lieder en diferents idiomes, London. Director: Rafael Frühbeck de Burgos (EMI) - 1966, Berlioz, L'ENFANCE DU CHRIST, París. Director: André Cluytens (EMI) - 1968, Massenet, WERTHER (Charlotte), París. Director: Georges Prêtre (EMI) - 1977, Vivaldi, ORLANDO FURIOSO (Angelica), Padova. Director: Claudio Simone (ERATO) - 1991, García-Morante, CANÇONS TRADICIONALS CATALANES, London. Pianista: Geoffrey Parsons (Collins) |

## Guardons
- Va guanyar, el 1955, la Medalla d'Or del Gran Teatre del Liceu.
- Va ser membre d'honor de la Reial Acadèmia Catalana de Belles Arts de Sant Jordi des del 1981.
- L'any 1980 es va constituir el Premio Nacional de Música d'Espanya i ella va ser la primera persona a rebre'l, concretament en la modalitat d'interpretació.
- L'any 1982 fou guardonada amb la Medalla d'Or de la Generalitat de Catalunya.
- El 23 de desembre de 1987 fou investida doctora honoris causa de la Universitat de Barcelona, al mateix edifici on havia nascut i viscut de nena.
- L'any 1989 fou elegida membre honorari de la Real Academia de Bellas Artes de San Fernando.
- El 1991 fou guardonada amb el Premi Príncep d'Astúries de les Arts, juntament amb Teresa Berganza, Montserrat Caballé, Josep Carreras, Pilar Lorengar, Alfredo Kraus i Plácido Domingo.

## Reconeixements
- Escola de Música de Sant Cugat Victòria dels Àngels,[18] anomenada en el seu honor.
- Els jardins de la Facultat de Geografia i Història de la Universitat de Barcelona a Ciutat Vella porten el seu nom.
- Victòria dels Àngels va ser votada en un procés participatiu, realitzat al març del 2010 a Palafrugell, de dones que mereixien un carrer.[19]
- El 2017 es va presentar al Teatre Nacional de Catalunya l'OSVA, l'Orquestra Simfònica Victoria de los Ángeles amb seu a Sant Cugat del Vallès.[20]